# 西山坪遗址
西山坪遗址，位于中国甘肃省天水市秦州区，为一个省级文物保护单位，类型为古遗址。
西山坪遗址的历史年代为新石器时代至青铜时代。